# 愛の意味を教えて!
「愛の意味を教えて!」（あいのいみをおしえて）は、辻希美と加護亜依による歌手ユニット・Wの5枚目のシングル。2005年5月18日発売。

## 概要
- タイトル曲「愛の意味を教えて!」は、毎日放送「っちゅ〜ねん!」オープニングテーマ曲。

## 収録曲
全作詞・作曲：つんく、全編曲：AKIRA
1. 愛の意味を教えて!
2. ジンクス
3. 愛の意味を教えて! (Instrumental)

## 参加ミュージシャン
愛の意味を教えて!
- プログラミング&コーラス：AKIRA

ジンクス
- プログラミング&コーラス：AKIRA
- コーラス：つんく